# Дялу-Бабій
Дялу-Бабій (рум. Dealu Babii) — село у повіті Хунедоара в Румунії. Адміністративно підпорядковане місту Вулкан.
Село розташоване на відстані 247 км на північний захід від Бухареста, 59 км на південний схід від Деви, 127 км на північ від Крайови.

## Населення
За даними перепису населення 2002 року у селі проживали 216 осіб, з них 214 осіб (99,1%) румунів. Рідною мовою 214 осіб (99,1%) назвали румунську.